# Marisa Abela
Marisa Gabrielle Abela (Brighton, 7 dicembre 1996) è un'attrice britannica.

## Biografia
Nata a Brighton, è la seconda figlia dell'attrice Caroline Gruber e del regista Angelo Abela; insieme ai genitori e al fratello maggiore, Jack, è cresciuta a Rottingdean. Suo padre è di origini inglesi, maltesi e libiche, mentre la madre ha antenati ebrei sia dalla Russia che dalla Polonia. Ha frequentato la Roedean School e ha partecipato a diversi laboratori teatrali. Inizialmente era intenzionata a proseguire i suoi studi presso la facoltà di Storia e Legge alla UCLand, in modo da diventare avvocato per i diritti umani, per poi cambiare e proseguire per la strada della recitazione. Si è laureata nel 2019 alla Royal Academy of Dramatic Art.
La sua prima prova sul grande schermo è stata nel thriller Man in a Box (2008), all'età di undici anni. Dopo la laurea, nel 2020, ha fatto il suo debutto in televisione nella serie televisiva Cobra - Unità anticrisi, prodotta da Sky One. In seguito ottiene il ruolo di Yasmin Kara-Hanani nella serie televisiva Industry, prodotta da HBO. Nel luglio 2022 si unisce al cast di Barbie, diretto da Greta Gerwig. Nel 2023 viene scelta per interpretare il ruolo della cantante britannica Amy Winehouse nel film biografico Back to Black, diretto da Sam Taylor-Johnson, mentre nel 2025 è nelle sale con Black Bag - Doppio gioco, diretto da Steven Soderbergh.

## Filmografia

### Cinema
- Man in a Box, regia di Steven Rhys Lewis (2008)
- Five Dates, regia di Paul Raschid (2020)
- Caccia all'agente Freegard (Rogue Agent), regia di Declan Lawn e Adam Patterson (2022)
- She Is Love, regia di Jamie Adams (2022)
- Barbie, regia di Greta Gerwig (2023)
- Back to Black, regia di Sam Taylor-Johnson (2024)
- Black Bag - Doppio gioco (Black Bag), regia di Steven Soderbergh (2025)

### Televisione
- Cobra - Unità anticrisi (COBRA) – serie TV, 6 episodi (2020)
- Industry – serie TV, 16 episodi (2020-2022)

## Doppiatrici italiane
Nelle versioni in italiano delle opere in cui ha recitato, Marisa Abela è stata doppiata da:
- Silvia Avallone in Back to Black, Black Bag - Doppio gioco
- Sara Labidi[14] in Cobra - Unità anticrisi[15]
- Martina Tamburello[16] in Caccia all'agente Freegard[17]